# Nicolás Fasolino
Nicolás Fasolino (Buenos Aires (stad), 3 januari 1887 – Santa Fe, 14 augustus 1969) was een Argentijns geestelijke en kardinaal van de Rooms-Katholieke Kerk.

## Loopbaan
Fasolino was een zoon uit een Italiaans immigrantengezin. Hij bezocht het aartsdiocesaan seminarie van Buenos Aires en studeerde vervolgens aan de Pauselijke Gregoriaanse Universiteit waar hij promoveerde in zowel de filosofie, de theologie en het canoniek recht. Hij werd op 28 oktober 1909 te Rome priester gewijd.
Na zijn priesterwijding keerde hij terug naar Argentinië waar hij tot 1916 werkte als kapelaan in de parochie van San José de Flores in de hoofdstad. Hij doceerde vervolgens aan het aartsbisschoppelijk seminarie in Buenos Aires terwijl hij verschillende bestuursfuncties vervulde in datzelfde aartsbisdom. 
Paus Pius XI benoemde hem op 20 oktober 1932 tot bisschop van Santa Fe. Aartsbisschop Filippo Cortesi, apostolisch nuntius in Argentinië, diende hem de bisschopswijding toe. Twee jaar later werd hij zelf aartsbisschop, toen zijn bisdom door Pius XI werd verheven tot aartsbisdom. Aartsbisschop Fasolino nam deel aan het Tweede Vaticaans Concilie. Paus Paulus VI creëerde hem kardinaal in het consistorie van 26 juni 1967. De Santa Beata Maria Vergine Addolorata a piazza Buenos Aires werd zijn titelkerk. Kardinaal Fasolino overleed twee jaar later en werd begraven in de kathedraal van Santa Fe.
- Gemeinsame Normdatei: 1021197416
- International Standard Name Identifier: 0000 0001 3929 0904
- Système universitaire de documentation: 081871996
- Virtual International Authority File: 264615171
- WorldCat: E39PBJv8D6BwKyBrJYWRfKQ8YP